# سازو، پاکستان
سازو (به انگلیسی: Sazoo) یک منطقهٔ مسکونی در پاکستان است.